# Tamara Karsávina

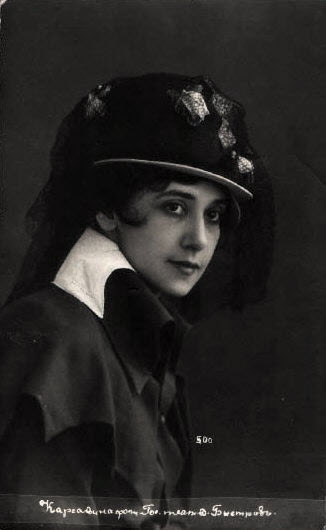
Tamara Platónovna Karsávina, San Petersburgo, alrededor de 1910

Tamara Platónovna Karsávina (San Petersburgo, 9 de marzo de 1885-Beaconsfield, 26 de mayo de 1978) fue una bailarina rusa. Estudió en la Escuela Imperial de Danza de San Petersburgo y fue primera bailarina del Ballet Imperial del Teatro Mariinski. Con Anna Pávlova y Vaslav Nijinski formó el trío estelar de los Ballets Rusos creados en 1909 por Serguéi Diáguilev e interpretó numerosos papeles en ballets ya legendarios de la compañía como Las sílfides, El pájaro de fuego, El Espectro de la rosa y Petrushka entre otros. Casada con el diplomático inglés Henry J. Bruce abandonó con él Rusia en 1918 para establecerse en Londres. Después de retirarse de los escenarios hacia 1930, se dedicó a la enseñanza y al fomento del ballet en el Reino Unido.

## Familia y primeros años
Tamara Karsavina nació en San Petersburgo, hija de Platon Konstantinovich Karsavin y su esposa, Anna Iosifovna (de soltera Khomyakova). Bailarín principal y mimo del Ballet Imperial, Platon también enseñó como instructor en la Escuela Imperial de Ballet (Vaganova Ballet Academy). Contó entre sus alumnos con Michel Fokine, futuro compañero de baile y amante de su hija.
El hermano mayor de Karsavina Lev Platonovich Karsavin (1882-1952) se convirtió en filósofo religioso e historiador medieval.
Su sobrina, Marianna Karsavina (1910-1993), se casó con el escritor y mecenas artístico ucraniano Pyotr Suvchinsky. A través de su madre, Karsavina estaba lejanamente emparentada con el poeta religioso y cofundador del movimiento eslavófilo, Aleksey Khomyakov.
El padre de Karsavina había sido una vez el alumno favorito de Marius Petipa, maestro y coreógrafo, pero su relación se deterioró en los últimos años. Karsavina sospechaba que Petipa estaba detrás de la "intriga política" que provocó que su padre se viera obligado a jubilarse anticipadamente.  Aunque Platon continuó enseñando en la Escuela Imperial de Ballet, y también conservó algunos alumnos privados, se sintió desilusionado por la experiencia.
Karsavina escribió más tarde:
Creo que el golpe a su orgullo significó más que las consideraciones financieras para ellos. Al fin y al cabo, siempre vivíamos al día, sin mirar nunca al futuro, gastando más cuando había algo que gastar, encajando de alguna manera cuando no lo había. Padre tenía motivos para esperar que lo retuvieran para el segundo servicio, como a otros artistas de su categoría. Le dolía mucho separarse del escenario.

## En la Escuela Imperial de Danza y en el Teatro Mariinski
Karsávina creció en el mundo del ballet ya que su padre Platón Karsavin era bailarín y maestro de ballet del Teatro Mariinski. Debido a sus propias amargas experiencias, Platon se negó inicialmente a permitir que Karsavina estudiara ballet, pero su madre intercedió.
El sueño de mi madre era convertirme en bailarina», escribió Karsavina más tarde. «'Es una carrera hermosa para una mujer', decía, 'y creo que la niña debe tener inclinación por el escenario; le gusta vestirse y siempre está frente al espejo'». 
Sin pedir permiso a Platon, la madre de Karsavina hizo que empezara a tomar clases con una amiga de la familia, la bailarina retirada Vera Joukova. Cuando Platon se enteró meses después de que su hija había empezado a tomar clases de baile, se tomó la noticia con calma y se convirtió en su principal instructor.  Lejos de recibir un trato preferente, sin embargo, Karsavina se refirió a su padre como su «maestro más exigente... y al son de su violín me esforcé al máximo».  Aunque su padre no era partidario de que se dedicara a la danza, recibió de él sus primeras lecciones y fue admitida gracias al tesón de su madre en la Escuela Imperial de Danza en 1902. Sus maestros fueron allí Aleksandr Gorski, Pável Gerdt, Enrico Cecchetti y Eugenia Sokolova. Karsávina finalizó sus estudios bailando un paso a dos en el ballet Javotte en el Mariinski, el 1 de mayo de 1902. Por su talento excepcional entró en la compañía del Mariinski con el rango de "corifeo" y no de "debutante", codeándose con bailarinas ya solistas como Anna Pávlova, Yulia Sedova o Vera Trefílova. Durante los años siguientes, Karsávina fue ascendiendo en el escalafón formando parte del grupo de bailarines jóvenes que rodeaban al no menos joven maestro de ballet y coreógrafo Michel Fokine. Ella fue la protagonista de El Pabellón de Armida (1907) y Une nuit de Égypte (1908) con los que Fokine conquistó el puesto de coreógrafo titular del Mariinski. En 1909, Karsávina alcanzó el máximo rango de "primera bailarina" con los clásicos del repertorio El lago de los cisnes y El corsario, y ese mismo año se unió a los Ballets Rusos, la compañía creada por Serguéi Diáguilev para presentar en París una muestra del arte ruso de la danza.

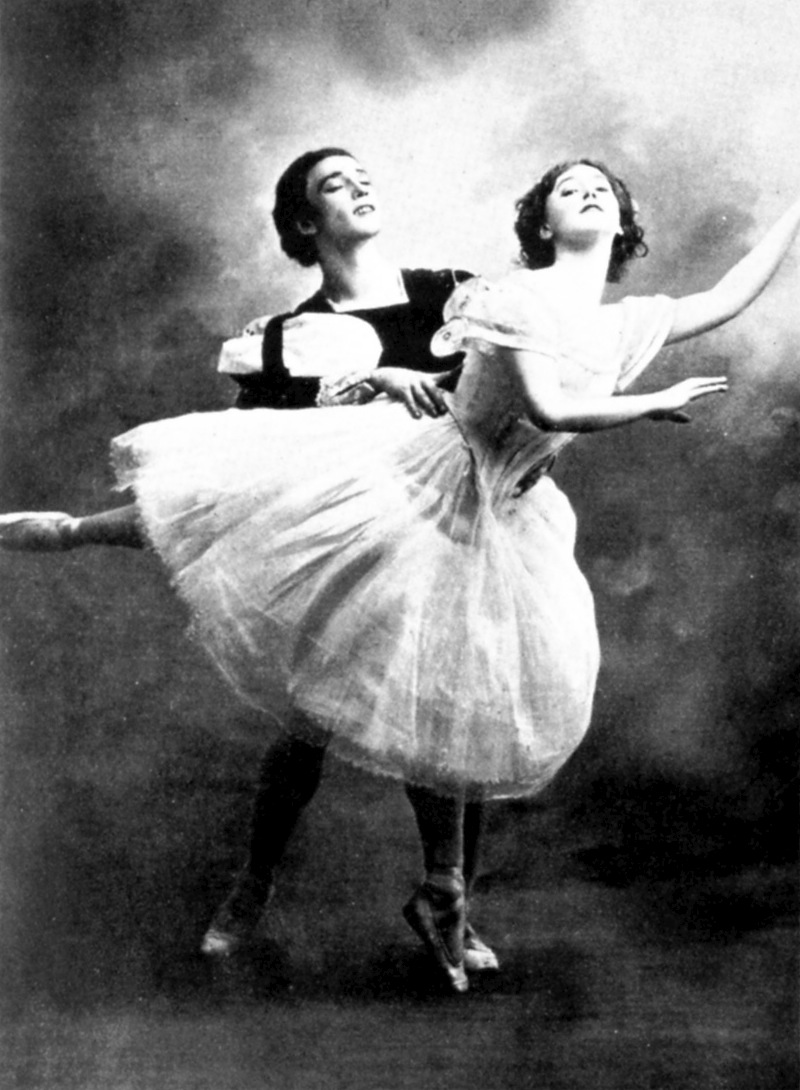
Karsávina y Nijinski en "Giselle", 1910

## Los Ballets Rusos
En la noche del debut de los Ballets Rusos en el Théâtre du Châtelet de París, el 19 de mayo de 1909, Karsávina protagonizó El Pabellón de Armida y Le Festin provocando el entusiasmo del público con un paso a tres con Nijinski y Báldina, en el primero, y con el paso a dos El pájaro azul de La bella durmiente de Chaikovski con Nijinski, en el segundo. Días más tarde, ya convertida en "la Karsávina" por la prensa parisina, apareció en Las sílfides con Pávlova y Nijinski. Tras el gran éxito parisino, Karsávina recibió innumerables ofertas y antes de volver a sus obligaciones con el Mariinski actuó en solitario durante unas semanas en el Coliseum, un "music-hall" de Londres.
En las siguientes giras europeas de los Ballets Rusos antes de la Primera Guerra Mundial Karsávina, sin descuidar sus compromisos con el Mariinski y sus lucrativas escapadas en solitario a Londres, fue una de las estrellas más fieles a la compañía y más queridas por el público y la crítica europeos. En la temporada de 1910 en París, triunfó en la reposición del clásico Giselle y en las nuevas creaciones de Fokine Carnaval y El pájaro de fuego.

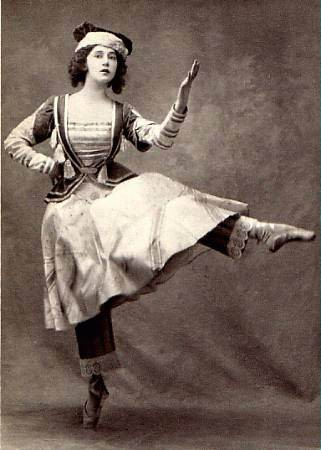
Karsávina en "Petrushka", 1911

Después de la gira de 1911, en la que Karsávina bailó junto a Nijinski en El Espectro de la rosa y Petrushka, los Ballets Rusos se independizaron del Mariinski y establecieron su cuartel general en Montecarlo. Karsávina como Fokine y otros mantuvieron su lealtad al Mariinski al mismo tiempo que colaboraban con Diáguilev. Según Karsávina, el apogeo triunfal de los Ballets Rusos se alcanzó en el verano de 1914 que precedió al estalido de la guerra. Su última creación antes de la dispersión de la compañía debido al conflicto bélico fue en El gallo de oro durante la temporada en Londres.

## La Guerra y la Revolución

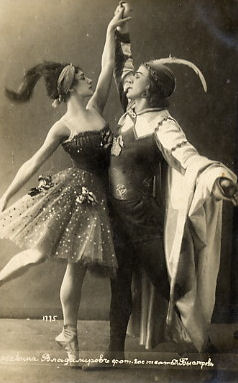
Karsavina y Vladimirov,El lago de los cisnes (Ballets Rusos, 1911)

Karsávina regresó con grandes dificultades a Rusia donde pasó los años turbulentos de la guerra y de la Revolución rusa de 1917 bailando en el Mariinski, que mantuvo abiertas sus puertas al público en ese tiempo. Tras la separación de su primer marido, contrajo matrimonio con el diplomático británico Henry J. Bruce, agregado de la Embajada británica en San Petersburgo. Su despedida del Mariinski fue en La bayadera, el 14 de mayo de 1918. Poco después abandonó el país con su marido y su hijo pequeño Nikita rumbo a Londres.

## De nuevo con los Ballets Rusos
Al llegar a Londres en 1919, Karsávina retomó el contacto con Diáguilev y sus Ballets Rusos, supervivientes de la guerra, y volvió a subir al escenario el 4 de junio en Sheherezade y Carnaval, pero fue sobre todo su actuación en El sombrero de tres picos con música de Falla, coreografía de Léonide Massine y decorado de Picasso la que contribuyó al enorme éxito de la pieza y al relanzamiento de su carrera. Karsávina siguió apareciendo como artista invitada en la compañía y creó ballets como Pulcinella junto a Massine (1920) y Romeo y Julieta junto a Lifar. Durante la última temporada de los Ballets Rusos en Londres, en julio de 1929 interpretó por última vez el papel de la Muñeca en Petrushka.
Tras la muerte de Diáguilev en agosto de ese año y la disolución de los Ballets Rusos, Karsávina colaboró un breve tiempo con el Ballet Rambert, antes de retirarse definitivamente de los escenarios. Como cofundadora de la Royal Academy of Dancing, como asesora en numerosas reposiciones de los clásicos del repertorio de los Ballets Rusos y a través de sus escritos sobre la técnica del ballet, reunidos en Ballet Technique (Londres 1957), Karsávina ejerció hasta su muerte en 1978 una influencia decisiva sobre el ballet en el Reino Unido.

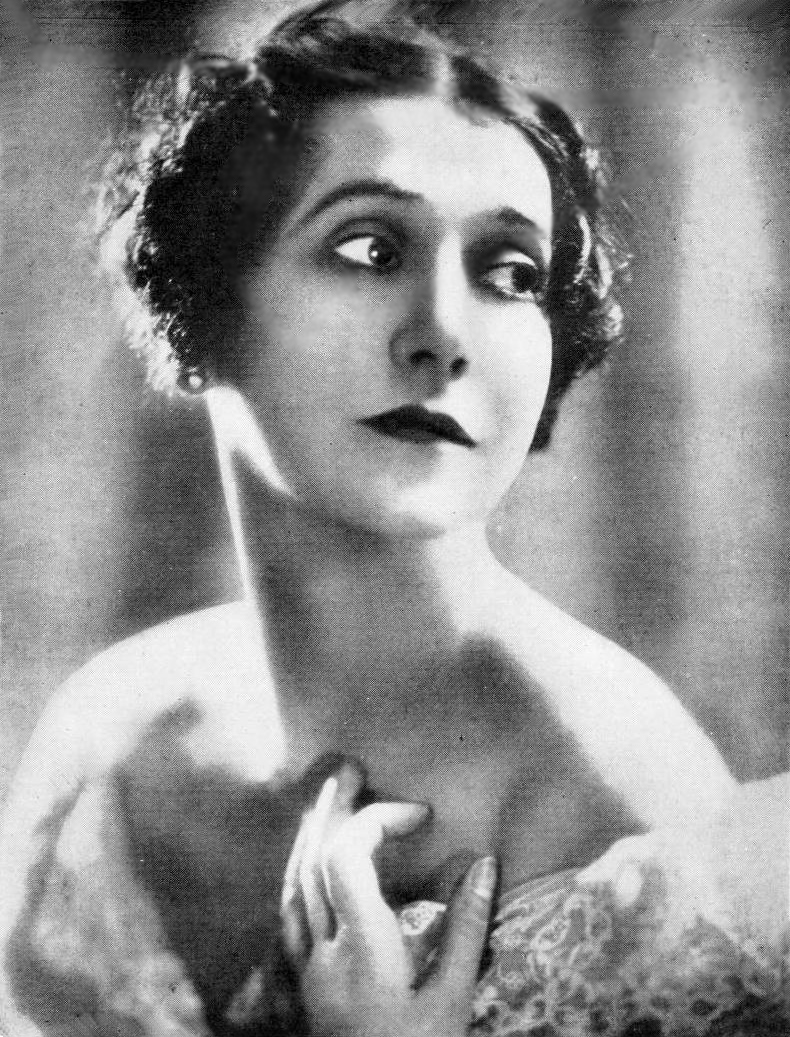
Karsávina hacia 1930

Las memorias de Karsávina, Theatre Street (Londres 1930), son un documento esencial no sólo sobre la Escuela Imperial de Danza y el teatro Mariinski de San Petersburgo, sino también sobre los orígenes y el apogeo de los Ballets Rusos y sus gentes.

## Papeles protagonistas en creaciones de los Ballets Rusos
Karsvina tuvo los siguientes papeles principales en los Ballets Rusos
- 1909

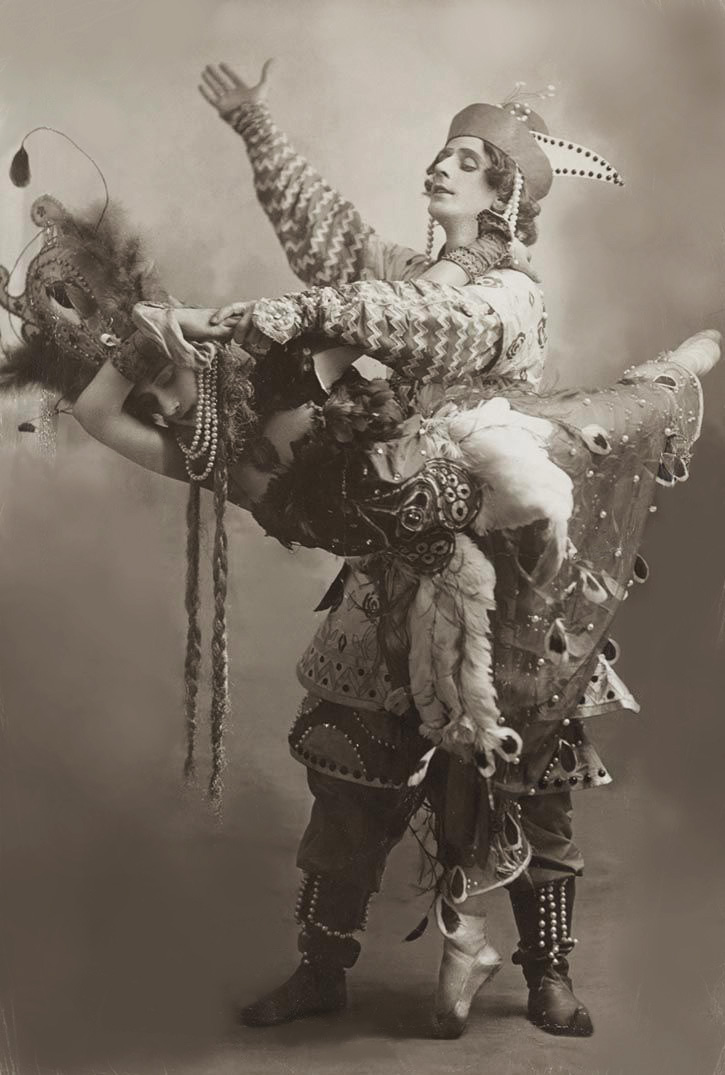
Tamara Karsavina y Michel Fokine en El pájaro de fuego (vestuario de Léon Bakst).

- - El pájaro azul en El banquete (música: Tchaikovsky, coreografía: Fokine)
  - Las Sílfides (Chopin, Fokine)

- 1910
  - El pájaro de fuego (Stravinsky, Fokine).[30]

- 1911
  - Narciso (Tcherepnin, Fokine)
  - Petrushka (Stravinski, Fokine)
  - El fantasma de la rosa (Weber, Fokine)
  - Sherazade (Rimski-Kórsakov, Fokine)

- 1912
  - El dios azul (Reynaldo Hahn, Fokine)
  - Thamar (Balakirev, Fokine)

- 1913
  - Juego (Debussy, Fokine)
  - La tragedia de Salomé (Schmitt, Romanov)

- 1914
  - La leyenda de José (Richard Strauss, Fokine)
  - Midas (Steinberg, Romanov)
  - El gallo de oro (Rimski-Kórsakov, Fokine)

- 1919

- - Cuentos rusos (Liadov, Massine)

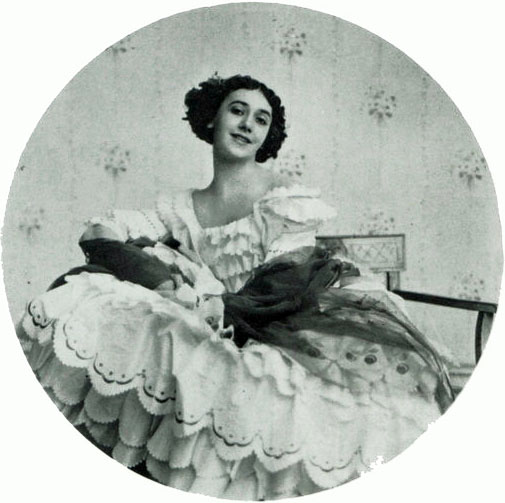
Tamara Karsavina en Carnaval (traje de Léon Bakst).

  - Mujeres de buen humor (Scarlatti, Massine)
  - Desfile (Satie, Massine)
  - Sol de noche (Rimski-Korsakov, Massine)
  - El sombrero de tres picos (De Falla, Massine)

- 1920
  - Consejos femeninos (Cimarosa, Massine)
  - La tienda caprichosa (Rossini, Massine)
  - El canto del ruiseñor (Stravinsky, Massine)
  - Pulcinella (Stravinsky, Massine)

- 1926
  - Romeo y Julieta (Lambert, Bronislava Nijinska)

Con la muerte de Diaghilev en 1929, la aventura de los Ballets Rusos llegó a su fin.

## Publicaciones
- Tamara Karsavina: «A Recollection of Strawinsky», en “”Tempo“” (New Series), nº 8 (Strawinsky Number), verano de 1948, pp. 7-9.

- Tamara Karsavina. La calle del teatro: The Reminiscences of Tamara Karsavina. Londres: Heinemann, marzo de 1930; reimpreso en marzo de 1930. Con prólogo de J. M. Barrie. El marido de Karsavina afirmó que ella misma escribió sus memorias, directamente en inglés. Las ediciones posteriores en ruso (y otros idiomas) son traducciones de la misma. Segunda edición revisada: Londres: Constable, 1948, y Nueva York: E.P.Dutton, 1950. En un prólogo a esta edición, fechado el 20 de octubre de 1947, Karsavina afirma: «Terminé de escribir este libro el 20 de agosto de 1929, el día en que me enteré de la muerte de Diaghileff. No cambié entonces lo que había escrito sobre él: Lo dejé vivo tal como lo había conocido. En esta edición revisada he hecho lo mismo. Pero he añadido un capítulo en un intento de dar cierta unidad a los rasgos de la personalidad de Diaghileff, algunos de los cuales están dispersos por el libro."[31]